# Duncan Goodhew
Duncan Alexander Goodhew (Marylebone, 27 mei 1957) was een Brits zwemmer.

## Biografie
Goodhew eindigde tijdens de Olympische Zomerspelen van 1976 als zevende op de 100m schoolslag
Tijdens de Olympische Zomerspelen van 1980 won Goodhew de gouden medaille op de 100m schoolslag en de bronzen medaille op de 4x100m wisselslag.

## Internationale toernooien
| Jaar | Olympische Spelen                                        | Wereldkampioenschappen | Gemenebestspelen                                      | Europese kampioenschappen |
| ---- | -------------------------------------------------------- | ---------------------- | ----------------------------------------------------- | ------------------------- |
| 1976 | 7e 100m schoolslag series 4x100m wisselslag              |                        |                                                       |                           |
| 1977 |                                                          |                        |                                                       | 4x100m wisselslag         |
| 1978 |                                                          | 4x100m wisselslag      | 100m schoolslag · 200m schoolslag · 4x100m wisselslag |                           |
| 1979 |                                                          |                        |                                                       |                           |
| 1980 | 100m schoolslag · 6e 200m schoolslag · 4x100m wisselslag |                        |                                                       |                           |

1968: Don McKenzie ·
1972: Nobutaka Taguchi ·
1976: John Hencken ·
1980: Duncan Goodhew ·
1984: Steve Lundquist ·
1988: Adrian Moorhouse ·
1992: Nelson Diebel ·
1996: Frédérik Deburghgraeve ·
2000: Domenico Fioravanti ·
2004: Kosuke Kitajima ·
2008: Kosuke Kitajima ·
2012: Cameron van der Burgh ·
2016: Adam Peaty ·
2020: Adam Peaty ·
2024: Nicolò Martinenghi